# Shadow Morton
Shadow Morton (3. září 1940 Richmond, Virginie, USA – 14. února 2013 Laguna Beach, Kalifornie, USA) byl americký hudební producent a skladatel.
V šedesátých letech spolupracoval s dívčí skupinou The Shangri-Las, pro kterou napsal například hitové píseně „Leader of the Pack“ a „Remember (Walking in the Sand)“. Mimo to pracoval s rockovou skupinou Vanilla Fudge, které produkoval její alba Vanilla Fudge (1967), The Beat Goes On a Renaissance (1968). Jako producent se rovněž podílel na albu Too Much Too Soon z roku 1974 skupiny New York Dolls. Rovněž spolupracoval se zpěvačkou Janis Ian.
V roce 2005 byl uveden do Long Island Music Hall of Fame.